# Дімітріос Мазіс
Дімітріос Мазіс (5 вересня 1976) — грецький ватерполіст.
Учасник Олімпійських Ігор 2000, 2004, 2008 років. Бронзовий медаліст Чемпіонату світу з водних видів спорту 2005 року.